# بتانی همیلتون
بتانی همیلتون (به انگلیسی: Bethany Meilani Hamilton) (متولد ۸ فوریه ۱۹۹۰) موج سوار حرفه‌ای آمریکایی است.او برای بازماندن از حمله کوسه که در آن بازوی چپ خود را از دست داد شناخته شده، و برای غلبه بر آسیب در نهایت به موج سواری حرفه‌ای بازگشت.او در سال ۲۰۰۴ در مورد تجربه شخصی اش کتاب "Soul Surfer" را منتشر کرد:داستانی در مورد ایمان، خانواده و مبارزه برای برگشت به موج سواری.در آوریل ۲۰۱۱ فیلم "Soul Surfer" بر اساس کتاب و مصاحبه‌های او به نمایش درآمد.